# Oeverpissebed
De oeverpissebed (Hyloniscus riparius) is een pissebed uit de familie Trichoniscidae. De wetenschappelijke naam van de soort is voor het eerst geldig gepubliceerd in 1838 door Carl Ludwig Koch.